# Paracharactis cautopsis
Paracharactis cautopsis är en fjärilsart som beskrevs av Edward Meyrick och Oswald Beltram Lower 1907. Paracharactis cautopsis ingår i släktet Paracharactis och familjen säckspinnare. Inga underarter finns listade i Catalogue of Life.